# Краљ и ја (филм из 1956)
Краљ и ја (енгл. The King and I) је филмски мјузикл из 1956. који је режирао Волтер Ланг. Главне улоге играју: Дебора Кер и Јул Бринер.

## Радња
Сијам, 1862. година. Млада удовица, Ана Лионовенс, стиже у Бангкок на једном од пароброда са својим малим сином Луисом. Пристала је на понуду сијамског краља Монгкута да постане учитељица његове деце у замену за зидану кућу уз палату и 20 фунти месечно. У сусрет јој долази премијер земље, десна рука краља Кралахома. После малог окршаја одлазе у краљеву палату. Улазећи у салу за аудијенцију, Ана види како изасланик принца од Бурме Лунг Тха доноси младу лепотицу Туптима на поклон краљу, након чега јој Кралахом саопштава да је пријем завршен и да је време за полазак. Међутим, хероина одбија да послуша и јури за Монгкутом, који је, након што је упозна, води у женску половину палате. Овде он упознаје Ану са својим женама и упознаје га са главном женом по имену Тианг. Чувши како је краљ у свом говору поменуо њен живот у палати, хероина постаје огорчена и захтева испуњење овог обећања о засебној кући. Упркос њеним речима, Монгкут наређује да се доведе његова многобројна деца и упознаје их са учитељем. Када деца окруже хероину, она радосно пристаје да привремено живи у палати.
Ану, која распакује свој пртљаг, посећују краљеве жене у њеним одајама, а из разговора са Бурманцем Туптимом сазнаје за заједничку љубав према изасланику Лун Тха. На часу географије учитељ савија стару примитивну мапу света, у чијем центру је огроман Сијам, и показује деци нову, направљену по свим правилима. Она говори ученицима шта је снег, да можете ходати по води када се претвори у лед, али деца не верују њој и новој мапи, где њихова земља изгледа као мала мрља, и престају да слушају. Међутим, са доласком краља, дисциплина је одмах обновљена. У одговору на питање какву књигу његова нова супруга Туптим држи у рукама, сазнаје да је то „Колиба ујка Тома“, коју је написала Американка Харијет Бичер Стоу о феномену ропства и његовом укидању. Млади принц, престолонаследник Чулалонгкорна, заинтересован за оно што је чуо, пита свог учитеља о потреби укидања ропства, чији одговор се, међутим, није допао ни његовом оцу ни премијеру Кралахому, који страхује да ће такве идеје спречити принц од тога да постане јак и снажан вођа, способан да спасе земљу.
Ноћу, Ана бива одведена у краљеве приватне одаје, где јој, после спора око Библије, монарх диктира писмо Абрахаму Линколну да ће послати мушке слонове за своју војску и даље размножавање. Краљ ујутру од Кралахома сазнаје да ће га неке државе пред Великом Британијом учинити варваром, неспособним да управља земљом, што ће, према речима премијера, изазвати неизбежну агресију Запада. Монгкут долази на Анину лекцију, која га подсећа на дом, али краљ остаје неосвојив, а јунакиња изјављује да напушта Сијам. Међутим, ноћу пре пловидбе, Тианг долази у своје одаје и тражи да оде код краља, говорећи о претњи протектората која се надвила над њиховом земљом. Захваљујући Ани, краљ проналази излаз из ове ситуације - с обзиром на потребу да докаже да нипошто није варварин, Монгкут пристаје да приреди вечеру, која ће бити организована на најбољи начин, у европском стилу, а биће пропраћена музиком и наступима. На вечеру треба позвати све најдостојније људе Бангкока, а што је најважније, амбасадора Џона Хеја и његовог сапутника Едварда Ремзија, како се испоставило, Анниног познаника. Од учитељице, Монгкут мора да шије хаљине за своје жене и да их научи правилном понашању. Ана га убеђује да му дозволи да одржи представу - Туптим је написао драму према роману Чича Томина колиба.
Долази дан вечере. Лунг Тха улази у палату под маском таксиста. Краљ је представљен амбасадору и његовом пратиоцу, који препознаје Ану. Ремзи, који је дуго био заљубљен у хероину, тражи је да остане са њим, али је одбијен. Њихов плес прекида краљ, који, узевши Ану под руку, одлази у салу на вечеру. После неког времена, амбасадор подиже чашу достојном Краљу Сијама, који, пресрећан, обавештава госте да ће сада видети сијамску верзију Колибе чика Тома. Када по завршетку продукције одушевљени гости траже аутора, испоставља се да је Туптим нестао.
После вечере, Ана долази до краља у салу и храбри га, говорећи о пријатном утиску који је вечера оставила на госте. Монгкут јој даје прстен у знак захвалности и замоли је да подучава европске плесове. Док Ана покушава да научи краља да игра полку, утрчава Кралах, који јавља да је Туптим ухваћен, али њен љубавник није. Девојчицу уносе у ходник, а Монгкут ће је лично ишибати бичем, упркос Анином наговору, која се свом снагом позива на његову доброту. Видећи да то не зауставља краља, јунакиња га назива варварином, што изазива још већи гнев код монарха, који маше бичем, али не могавши да се на то присили, бежи. Туптим сазнаје за смрт Лунг Тха у реци. Ана даје прстен Кралахому и најављује свој одлазак.
Непосредно пре него што отплове до њених одаја, улазе Тианг и Чулалонгкорн. Најстарија краљева жена извештава да је он смртно болестан, да је све ово време крио своју болест и да није слушао упутства лекара, покушавајући да се потпуно посвети циљу спасавања земље. Хероини је дато писмо у којем Монгкут тражи да му опрости због његовог непоштовања. Плачући, Ана одлази у краљеве одаје. Она проналази краља како лежи у кревету окружен својим женама. Враћа јој прстен и тражи да га узме и да не отплови. Ана пристаје и шаље свог сина Луиса да покупи ствари са пароброда. Краљ зове Чулалонгкорн и пита који декрет жели да изда. Млади принц каже да би, између осталог, желео да укине бедни обичај клањања пред било ким. Док дечак говори, краљ умире.

## Улоге
| Глумац        | Улога                 |
| ------------- | --------------------- |
| Дебора Кер    | Ана Лионовенс         |
| Јул Бринер    | краљ Монкут од Сијама |
| Рита Морено   | Туптим                |
| Мартин Бенсон | Кралахом              |
| Тери Сондерс  | Леди Тијанг           |
| Рекс Томпсон  | Луи Лионовенс         |